# Пламен Тончев
Пламен Кирилов Тончев е български военен и полицай. Председател е на Държавна агенция „Национална сигурност“ от 26 май 2021 г. до 4 юни 2025 г. и председател на Комисията по доситета с мандат 2025 - 2030 година.

## Биография
Роден е на 25 юли 1970 г. в град Враца. През 1994 г. завършва Висшето военно училище за артилерия и противовъздушна отбрана „Панайот Волов“ в Шумен. От 1994 до 1997 г. е последователно командир на взвод и на самостоятелна батарея към Национална служба „Вътрешни войски“. От 1997 г. работи като главен инспектор в Националната служба „Сигурност“ – МВР в София. В периода 1999 – 2005 г. е старши инспектор в Националната служба „Сигурност“ – МВР във Враца. Между 2005 и 2009 г. е началник на сектор „Борба с организираната престъпност“ в ОДМВР-Враца. От 2009 до 2020 г. е директор на Териториалната дирекция „Национална сигурност“ в град Враца. Между 2020 и 26 май 2021 г. е директор на Териториалната дирекция „Национална сигурност“ в град Кюстендил. С указ № 148 от 26 май 2021 г. на президента на Република България е назначен за председател на Държавната агенция „Национална сигурност" (ДАНС), като на 11 април 2023 г. е преназначен на длъжността.
Избран от LI народно събрание за председател на Комисията за разкриване на документите и за обявяване на принадлежност на български граждани към Държавна сигурност и разузнавателните служби на Българската народна армия, накратко наричана Комисия по досиетата, с мандат 2025 - 2030 година.